# 新闻道德委员会
新闻道德委员会，是中共中央宣传部、中华全国新闻工作者协会牵头在中华人民共和国各省市设立的咨询议事机构。

## 职能
据中華人民共和國官媒报道，该机构总体旨在“加强新闻职业道德建设和队伍建设”，“解决新闻界突出问题”，使新闻战线“践行党的群众路线、自觉接受社会监督”，“深入学习贯彻习近平总书记系列重要讲话精神”，“贯彻落实‘四个全面’战略布局”，“落实党管媒体原则”，“坚持以人民为中心工作导向”；具体来说，是为了解决“有偿新闻、新闻敲诈、虚假报道、低俗之风、不良广告等这些新闻界存在的突出问题”。

## 建立
至2013年5月，首批省级新闻道德委员会已经在河北、上海、浙江、山东、湖北五个试点省市建立。至2014年，北京、黑龙江、福建、江西、河南、湖南、广东、四川、贵州、陕西等地已成立了省级新闻道德委员会。2015年12月29日，中國記協新闻道德委员会成立。至此，共有29个省区市（中华人民共和国共设立34个省级行政区），以及中国记协、中国产业报协会两个单位成立了新闻道德委员会。

## 评价
新华社报道称，首批省级新闻道德委员会对各省的新闻职业道德失范行为进行了查处，工作成效初显。
据BBC中文网报道，有分析人士认为新闻道德委员会的成立，是为了收紧对媒体的钳制，试图以整治新闻敲诈及假新闻的为由进一步封杀批评中共腐败现象的媒体声音。